# Dog Gone Modern
Pour plus de détails, voir Fiche technique et Distribution.
Dog Gone Modern est un cartoon Merrie Melodies réalisé par Chuck Jones en 1939.